# 西窯町
西窯町（にしがまちょう）は、愛知県瀬戸市東名連区の町名。丁番を持たない単独町名である。

## 地理
- 瀬戸市の南東部に位置する[8]。西を東明町・西拝戸町、北を東拝戸町・赤津町、東を中畑町、南を凧山町・惣作町・小空町と隣接している[8]。
- 古瀬戸地区へ通ずる拝戸道と県道瀬戸設楽線沿いの市街地[8]。
- 銀行・郵便局・駐在所・消防団庁舎などが集中し、製陶所・陶器商店が並ぶ赤津焼の中心地[8]。

### 河川
- 木ノ下川（赤津川支流） ： 町の東端、中畑町との町境を南流し、町の南東端で赤津川に注ぎ込んでいる。

- 木ノ下川（西窯町・中畑町境）
- 赤津川と木ノ下川の合流点[注釈 1]

### 学区
市立小・中学校に通う場合、学区は以下の通りとなる。また、公立高等学校普通科に通う場合の学区は以下の通りとなる。
| 番・番地等 | 小学校                 | 中学校                 | 高等学校 |
| ---------- | ---------------------- | ---------------------- | -------- |
| 全域       | 瀬戸市立にじの丘小学校 | 瀬戸市立にじの丘中学校 | 尾張学区 |

## 歴史

### 町名の由来
かつてこの地は赤津村大字西窯島字東（西）女郎前であり、町名設定の際に小字名ではなく大字名をとって名付けられたとされる。

### 沿革
- 江戸時代には西窯島として集落化。弘化2年（1845年）には20戸を数えた[12]。
- 1913年（大正2年） - 拝戸道が開設され、中心交通路となる[12]。
- 1943年（昭和18年）8月9日 - 瀬戸市大字赤津字東女郎前・西女郎前の各一部と字木ノ下の全域により、同市西窯町として成立[2]。

## 世帯数と人口
2025年（令和7年）2月1日現在の世帯数と人口は以下の通りである。
| 町丁   | 世帯数 | 人口  |
| ------ | ------ | ----- |
| 西窯町 | 92世帯 | 220人 |

### 人口の変遷
国勢調査による人口の推移
| 1995年（平成7年）  | 280人 | [ 13 ] |  |
| 2000年（平成12年） | 272人 | [ 14 ] |  |
| 2005年（平成17年） | 259人 | [ 15 ] |  |
| 2010年（平成22年） | 235人 | [ 16 ] |  |
| 2015年（平成27年） | 223人 | [ 17 ] |  |
| 2020年（令和2年）  | 205人 | [ 18 ] |  |

### 世帯数の変遷
国勢調査による世帯数の推移。
| 1995年（平成7年）  | 84世帯 | [ 13 ] |  |
| 2000年（平成12年） | 81世帯 | [ 14 ] |  |
| 2005年（平成17年） | 74世帯 | [ 15 ] |  |
| 2010年（平成22年） | 83世帯 | [ 16 ] |  |
| 2015年（平成27年） | 77世帯 | [ 17 ] |  |
| 2020年（令和2年）  | 78世帯 | [ 18 ] |  |

## 交通

### 鉄道
町内に鉄道は走っていない。最寄り駅は名鉄瀬戸線尾張瀬戸駅になる。

### バス
名鉄バス「本地ヶ原線」
- 【10】瀬戸駅前 - 古瀬戸 - 赤津 系統が走っているが、町内にバス停はない。最寄りのバス停は、赤津口バス停になる。

名鉄バス「東山線」
- 【11】【12】瀬戸駅前 - 一里塚 - 赤津 系統が走っているが、町内にバス停はない。最寄りのバス停は、東明町バス停・大松バス停になる。

### 道路
- 愛知県道22号瀬戸環状線・愛知県道33号瀬戸設楽線（重複区間） ： 町の中央部を東西に走っている。
- 愛知県道212号窯元東古瀬戸線 ： 町の北端部、赤津町との境界付近を東西に走っている。

## 施設
- 瀬戸警察署 赤津駐在所[8] ： 瀬戸市内にある4つの駐在所のうちの1つ。
- 瀬戸市消防団 東明分団[8] ： 1992年（平成4年）竣工[19]。東明連区のほとんどの地域を分団の区域としている[20]。
- 瀬戸信用金庫 赤津支店[8] ： 金融機関コード（店舗コード）は1554（002）。窓口は平日のみ。ATMは土日祝も営業。1942年（昭和17年）11月1日に開行[21]。
- 瀬戸赤津郵便局[8] ： 窓口は平日のみ、ATMは土曜も営業[22]。駐車場2台[22]。
- 西山窯 ： ギャラリー鑑賞や作陶体験ができる。カフェを併設している[23]。
- 背戸窯 ： 真っ白で統一された室内に、加藤令吉と工房スタッフの作品が展示されている[24]。
- ギャラリー美山（美山陶芸教室） ： 開窯130年余りの織部の割烹食器を中心とした窯元。現在は4代目・康雄と5代目・鉄平の作家活動が中心。茶碗2個ほど作れる体験教室も開催[25]。
- 松山窯 ： ギャラリーCazulin（カズラン)を併設している[26]。

- 瀬戸警察署 赤津駐在所
- 瀬戸市消防団 東明分団
- 瀬戸信用金庫 赤津支店
- 瀬戸赤津郵便局
- 西山窯
- 背戸窯
- ギャラリー美山（美山陶芸教室）
- 松山窯

## その他

### 日本郵便
- 郵便番号 : 489-0028[6]（集配局：瀬戸郵便局[27]）。